# Werner Imig
Werner Imig (* 21. März 1920 in Wülfrath; † 30. Juli 1988 in Halle (Saale)) war ein deutscher marxistischer Historiker. Von 1965 bis 1970 war er Direktor des Instituts für Marxismus-Leninismus an der Universität Greifswald und anschließend bis 1979 Rektor der Universität.

## Leben
Imig wurde als Sohn eines Schuldirektors geboren. Er war Mitglied der Hitlerjugend, am 16. November 1938 beantragte er die Aufnahme in die NSDAP und wurde rückwirkend zum 1. September desselben Jahres aufgenommen (Mitgliedsnummer 7.006.382). und wurde Offizier im Zweiten Weltkrieg. Er war Teilnehmer der Schlacht um Stalingrad. In der sowjetischen Kriegsgefangenschaft besuchte er mehrere Antifa-Schulen. 
1948 kehrte er nach Deutschland zurück und wurde dort im Februar 1949 Mitglied der SED. Im gleichen Jahr wurde er Dozent für Geschichte der Arbeiterbewegung an der Deutschen Verwaltungsakademie in Forst Zinna und später an deren Nachfolgerin, der Deutschen Akademie für Staats- und Rechtswissenschaft (DVA). 1951 legte er das Staatsexamen an der Fakultät für Staats- und Rechtswissenschaft der DVA ab. Von 1953 bis 1962 war er Prorektor der Akademie und absolvierte zugleich ein Fernstudium an der Deutschen Akademie der Landwirtschaftswissenschaften. Er wurde 1956 mit einer Arbeit über den Arbeiterstreik bei Mansfeld 1930 promoviert. Anschließend war er dort Leiter des Lehrstuhls für Geschichte der KPdSU. 1963 wurde er Dozent und 1969 ordentlicher Professor für Geschichte der Arbeiterbewegung am Institut für Marxismus-Leninismus an der  Universität Greifswald. Von 1965 bis 1970 war er Direktor des Instituts und anschließend bis 1979 Rektor der Universität. Er leitete dort eine Arbeitsgruppe für Universitätsgeschichte. 1977 erhielt er den Vaterländischen Verdienstorden in Silber.